# حيز جناحي فكي
الحيز الجناحي الفكي (بالإنجليزية: pterygomandibular space)‏ هي حيز وجهي للرأس والرقبة وتقع ما بين العضلة الجناحية الوسطية والسطح الوسطي لفرع الفك السفلي.

## الموقع والحدود

### الحدود التشريحية
الحدود لكل حيز جناحي فكي كالتالي:

- الحد الأمامي: الحد الخلفي للحيز الشدقي [3](buccal space )
- الحد الخلفي: الغدة النكافية.
- الحد العلوي: العضلة الجناحية الوحشية.
- الحد السفلي: الحد السفلي لعظمة الفك السفلي.
- الحد الإنسي أو الوسطي: العضلة الجناحية الوسطية.
- الحد الوحشي أو الطرفي: الفرع الصاعد لعظمة الفك السفلي.

### الروابط
الحيز الجناحي الفكي يرتبط مع:
- أماميا: مع الحيز الشدقي.
- وسطيا أو إنسيا: مع الحيز البلعومي الوحشي، والباحة حول اللوزية (peritonsillar space)
- جانبيا أو وحشيا: الحيز التحت ماضغة [4]
- خلفيا: حيز الغدة النكافية (parotid space)

### المحتويات
الحيز يضم التالي:
- تشعب الفك السفلي للعصب ثلاثي التوائم[2]
- الشريان والوريد السنخي السفلي[5] (inferior alveolar artery and vein)[2]
- الرباط الوتدي الفكي[6]

## الأهمية الطبية
الحيز الجناحي الفكي هي المنطقة التي يحقن فيها محلول التخدير الموضعي من أجل منع العصب السنخي السفلي. 
في حالات نادرة يمكن أن يتغلغل ميكروب إلى الحيز الجناحي الفكي خلال الحقن ويسبب عدوى فيه.